# Hexachaetoniella japonica
Hexachaetoniella japonica är en kvalsterart som först beskrevs av Aoki och Suzuki 1970.  Hexachaetoniella japonica ingår i släktet Hexachaetoniella och familjen Licnodamaeidae. Inga underarter finns listade i Catalogue of Life.